# بوبي بيرس
بوبي بيرس (بالإنجليزية: Bobby Pearce)‏ هو مصمم أزياء تقليدية أمريكي، ولد في 15 فبراير 1961 في نيويورك في الولايات المتحدة.

## وصلات خارجية
- بوبي بيرس على موقع IMDb (الإنجليزية)
- بوبي بيرس على موقع قاعدة بيانات برودواي على الإنترنت (الإنجليزية)